# 케네스 A. 깁슨
케네스 앨런 깁슨(Kenneth Allen Gibson, 1932년 5월 15일 ~ 2019년 3월 29일)는 미국의 민주당 정치인이자 뉴어크의 시장(1970~86)이었다.  미국 북동부 지역에서 처음으로 선출된 아프리카계 미국인 시장이었다.

## 어린 시절과 교육
앨라배마주 엔터프라이즈에서 태어나 후에 뉴저지주 뉴어크로 이주하여 자라온 깁슨은 센트럴 고등학교를 다니면서 자신의 가족을 위하여 필요했던 수입을 올이는 데 학교 후에 댄스 밴드와 함께 활약하였다.  깁슨은 뉴어크 공과 대학 (오늘날 뉴저지 공과 대학)에서 토목공학을 전공하였으나 재정적 도전들이 공장에서 일하는 데 몇달 후에 그에게 학교를 자퇴하라고 강요하자 군복무를 하고 이후에 뉴저지주 교통부를 위하여 일하여 야간 수업을 들으면서 1963년 자신의 공학 학위를 완료하였다.

## 초기 경력
1950년부터 1960년까지 깁슨은 뉴저지 교통부를 위한 토목기사로 일하다가 1960년부터 1966년까지 뉴어크 주택 당국의 최고 기사, 그리고 1966년부터 1970년까지 뉴어크 시의 최고 구조 공학자로 일하였다.

## 시장 경력
6명의 후보자들이 붐비는 분야에서 나타난 깁슨은 1970년 결선 투표에서 뉴어크의 시장으로 선출되어 현직 시장 휴 애도니치오를 꺾었다. 당시 깁슨은 "뉴어크는 거의 타락한 상태이고 재정적으로 국가에서 불구한 도시"라는 사실을 특별히 언급하였다.  그는 개혁인으로서 관청에 들어가 이전의 행정부가 부패했다는 것을 단언하였다.  동년 후기에 애도니치오 전 시장은 강요와 공모죄로 유죄 판결을 받았다.
깁슨은 또한 많은이들이 대이동에 북부에 온 이주자들 혹은 자신들의 부모나 조부모들이었던 도시의 큰 아프리카계 미국인 인구의 대표이기도 했다.  도시의 산업력이 급격히 감소하였다.  1950년대 이래 탈산업화는 아프리카계 미국인들이 아직도 남부로부터 도착하여 자신들의 이전 공동체들보다 더욱 나은 기회들을 찾고 있었을 때 수만개의 직업들에 비용이 들었다.  
도시의 교외화와 인종적 긴박의 세력과 결합된 뉴어크는 1960년대 북부와 중서부의 공업 도시들에서 비슷한 문제들 - 빈곤의 증가와 무직 상태로 놓아진 가족들의 역기에 부닥치고 말았다. 깁슨이 시장에 선출되기 3년 전에 뉴어크는 큰 흑인 폭동에 의하여 상처를 입었다. 폭동 후에 많은 기업들과 주민들이 도시를 떠나는 결과를 가져왔다.
깁슨의 선거는 어떤이들에 의하여 거의 예언적인 용어로 보였다.  시인이자 극작가 아미리 바라카는 "마치 짐바브웨 혹은 앙골라에서 해방된 땅인것처럼 우리는 도시의 기관들을 국유화할 것이다"라고 썼다.  깁슨 자신은 "미국의 도시들이 어디로 가든지 뉴어크가 먼저 거기에 도달할 것이다"라고 말했다.  깁슨은 입문하여 자신의 새로운 시의회아 함께 "기업 부문의 세금 제도를 도전하고 공동체에서 더욱 많은 활동과 책임적인 역할을 택하는 데 기업의 이익을 추진하였다."
1974년까지 깁슨은 도시에서 떠나는 기업들을 지키는 자신의 노력에서 자신의 후원자들 중에 어떤이들을 멀리하였다.  그러고나서 아미리 바라카는 그를 "신식민지주의자"로 라벨을 붙이고 주민들이 무시당했던 동안 깁슨을 "푸르덴셜 파이낸셜, 공공 서비스, 뉴욕 뉴저지 항만공사와 세금을 거의 혹은 내지 않은 뉴어크 안팎으로, 도시를 통과하고 밖으로 달리는 다른 큰 주식회사들로부터 이득"으로서 불평하였다.  법인 자격과 국가의 이익이 도시에서 큰 영향력이 있었다.  그는 1974년 재선되었다.  
1976년에는 미국 시장 회의의 첫 아프리카계 미국인 회장이 되었다. 그는 이듬해까지 그 회장을 지냈다.
1979년 깁슨은 제퍼슨 상에 의하여 해마다 주어진 상으로 선출 혹은 임명된 공무원에 의하여 거대한 공공 서비스로 존 하인즈 상을 받았다.
깁슨의 16년 시장 생활 후에 뉴어크의 실업률이 거의 50%로 늘었고 도시의 인구가 계속 감소하였으며 극장도 없고 단 하나의 슈퍼마켓 만이 남아있었고 고등학생의 3분의 1만이 졸업을 하였다. 1986년 동료 민주당 도전자 샤프 제임스가 5번째 기간을 위하여 재선되는 깁슨의 시도에서 그를 꺾었다.

## 이후의 생애
1981년과 1985년 뉴저지주지사를 위한 민주당 후보 지명에서 비성공적 출마들 후에 그는 의원 샤프 제임스에 의하여 시장으로서 5연속 기간을 위한 자신의 입장에도 꺾였다.  깁슨은 그러고나서 자신이 정계 복귀로 "타이밍이 맞았다"고 말했을 때 1998년까지 공학 자문 사업을 운영하였다.  그는 에식스군의 군수를 위하여 출마했으나 현직 군수 제임스 트레핑거에게 가까운 투표에 패하였다. 
2000년 7월 24일 깁슨은 뇌물과 어빙턴 근처에서 학교 건설 프로젝트로부터 기금을 훔친 것으로 기소되었다.  이어진 해에 깁슨은 재판에 섰으나 배심원은 만장일치의 결정에 도달하는 데 실패한 후 무효 심리가 선언되었다.  2002년 11월 깁슨은 다른 혐의들이 취소되는 한 탈세로 유죄를 인정하기로 동의하였다.
그의 임기 마지막 동안에 깁슨은 불법 공모와 위법 행위로 기소되었으나 재판에서 사면되었다. 후에 증회와 어빙턴 근교에서 학교 건설 계획으로부터 자금을 훔친 죄로 기소되었다. 2002년 세금 사기로 유죄 판결을 받았을 동안 깁슨의 법률 상사는 사기에 유죄 판결을 내렸다고 한다.
2005년 뉴욕 타임스와 인터뷰에서 깁슨은 자신의 "가장 만족스러운" 시장 업적은 뉴어크의 보건 서비스를 향상시켜 결핵, 유아 사망률과 출산 중 산모들의 사망에 관한 도시의 높은 비율에서 축소로 이끌었다고 말했다.  그는 또한 자신이 "도시로 주요 직업 창출 산업으로 끌어들일 수" 없었던 것을 후회했다는 것을 말했다.  형사 사건에 관하여 깁슨은 "유명 인사"는 가끔 "우리가 그래야 할지 말아야 할지" 발전을 추구한 검사들의 목표이다는 것을 인지하였다.  그러나 "역사의 책들이 쓰여졌을 때 켄 깁슨의 이름이 거기에 있을 것이다"고 말한 그는 자신이 검사들의 이름들을 "아무도 기억할 것"을 생각하지 않았다는 것을 추가하였다.

## 사망과 유산
2019년 3월 29일 웨스트오렌지에서 86세의 나이로 사망하였다.  장례식은 4월 4일 뉴어크 심포니 홀에서 열렸다.
그해 5월 뉴어크에서 브로드 가는 메이어 케네스 A. 깁슨 불버드로 지정되었다.

## 역대 선거 결과
| 선거명      | 직책명      | 대수 | 정당   | 1차 득표율 | 1차 득표수 | 2차 득표율 | 2차 득표수 | 결과 | 당락             |
| ----------- | ----------- | ---- | ------ | ---------- | ---------- | ---------- | ---------- | ---- | ---------------- |
| 1966년 선거 | 뉴어크 시장 | 35대 | 무소속 | 17.03%     | 15,833표   |            |            | 3위  | 낙선             |
| 1970년 선거 | 뉴어크 시장 | 36대 | 무소속 | 42.72%     | 37,666표   | 55.88%     | 54,892표   | 1위  | 뉴어크 시장 당선 |
| 1974년 선거 | 뉴어크 시장 | 36대 | 무소속 | 54.30%     | 42,870표   |            |            | 1위  | 뉴어크 시장 당선 |
| 1978년 선거 | 뉴어크 시장 | 36대 | 무소속 | 100.00%    | 1표        |            |            | 1위  | 뉴어크 시장 당선 |
| 1982년 선거 | 뉴어크 시장 | 36대 | 무소속 | 40.68%     | 20,682표   | 52.61%     | 29,398표   | 1위  | 뉴어크 시장 당선 |
| 1986년 선거 | 뉴어크 시장 | 37대 | 무소속 | 40.26%     | 19,894표   |            |            | 2위  | 낙선             |

## 같이 보기
- "Gibson, Kenneth." Britannica Student Encyclopedia. 2005.
- Kleinknecht, William. "Gibson Gets Three Years Probation." Star-Ledger, November 1, 2002.
- Dolan, Thomas, "Newark and Its Gateway Complex." Rutgers Online 보관됨 2016-03-03 - 웨이백 머신
- Woodard, Komozi. A Nation Within a Nation: Amiri Baraka (LeRoi Jones) and Black Power Politics. Chapel Hill, University of North Carolina Press, 1999.
- Newark Archives Project Search Results for Kenneth Gibson

| 전임 휴 애도니치오 | 제36대 뉴어크 시장 1970 7월 1일 - 1986년 7월 1일 | 후임 샤프 제임스 |